# Санто-Стефано (Болонья)

План комплекса
1-3. Храм Распятия Господня или св. Иоанна Крестителя
2. Крипта
4. Храм Гроба Господня
5. Базилика св. мучеников Виталия и Агрикола
6. Двор Пилата
7. Martyrium, или Голгофа, или церковь Троицы
8. Внутренний дворик
9-10-11-12. Церковь Повязки (Benda) и музей

Санто-Стефано (итал. Basilica di Santo Stefano) — комплекс христианских религиозных сооружений в городе Болонья, Италия. Расположен на одноимённой площади. Это место также известно как «Семь церквей» (Sette Chiese).

## История
Согласно преданию, в V веке на месте храма богини Изиды епископ Болоньи св. Петроний возвел комплекс, который должен был повторить основные элементы Храма Гроба Господня в Иерусалиме. Храмы существующего комплекса во всяком случае относятся к раннему средневековью: церковь Св. Иоанна Крестителя (или Святого Распятия) датируется VIII веком, Храм Гроба Господня — V веком (реконструирован в VIII и XII веках). Портик XIII века, известный как Двор Пилата связывает остальные здания с церковью Святой Троицы (XIII век). Современный вид комплекс обрел после многочисленных и весьма спорных реставраций конца XIX — начала XX столетий.
Комплекс является одним из самых цельных по замыслу и наиболее хорошо сохранившимся из воспроизведений Иерусалима в Европе (наряду с Новым Иерусалимом под Москвой).
В других местах Болоньи располагались святые места библейской и евангельской истории: Храм Вознесения Господня, Елеонская (Масличная) гора, Иосафатова долина, Акелдама, Силоамская купель.
В базилике Санто-Стефано находятся мощи святого Немесия.

## Храм Распятия Господня
Храм Распятия — лонгобардского происхождения и восходит к VIII веку. Это однонефный романский храм с сводом под фермой крыши и пресбитерием (т. н. Залом Пилата), возведенным над криптой.
В центре пресбитерия, перестроенного в XVII веке, помещено Распятие работы болонского скульптора Симоне дей Крочифисси (ок. 1380 г.). На стенах сохранились фрески XV века на сюжеты жития св. Стефана. В пресбитерий ведет парадная лестница — результат многочисленных реставраций и переделок, оконченных лишь в 1958 году.
Под пресбитерием находится крипта, подразделенная на пять нефов с колоннами различного вида. Одна из них, согласно легенде, от цоколя до капители имеет высоту, точно равную росту Иисуса (около 1,7 метра). У её основания в урне, поставленной на алтарь, хранились останки св. мучеников Виталия и Агрикола. На стене рядом недавно под слоем штукатурки были найдены две фрески XVI века, посвященные житию этих святых. В левом нефе сохранилась маленькая фреска начала XV века, так называемая Madonna della Neve.

## Храм Гроба Господня
Храм Гроба Господня — старейший в комплексе — представляет собой неправильный восьмиугольник. Внутри находится круговая аркада около 10 м в диаметре с внешним обходом. Ячейки обхода перекрыты крестовыми сводами. В аркаде двенадцать арок, установленных на пять одинарных колонн, сделанных из кирпича, и семь сдвоенных. В каждой паре сдвоенных колонн одна колонна кирпичная, другая — мраморная. Над арками проходит галерея трифориев, над ней аркатурный фриз, и все это перекрыто полигональным куполом.
В самом центре находится эдикула св. Петрония (сами мощи св. Петрония были перенесены отсюда в собор св. Петрония в 2000 году, где ранее хранилась только его голова). Внутри церкви сохранились источник, который традиция связывает с водами Иордана, и отдельно стоящая колонна из чёрного мрамора, символизирующая ту, на которой бичевали Христа. Источник и колонны из африканского мрамора, вероятно, принадлежали храму Изиды, существовавшему здесь в древнеримский период.
Свод и стены церкви были украшены фресками XIII века, которые были удалены в процессе спорных реставраций XIX века, некоторые их фрагменты хранятся теперь в музее собора.

## Галерея

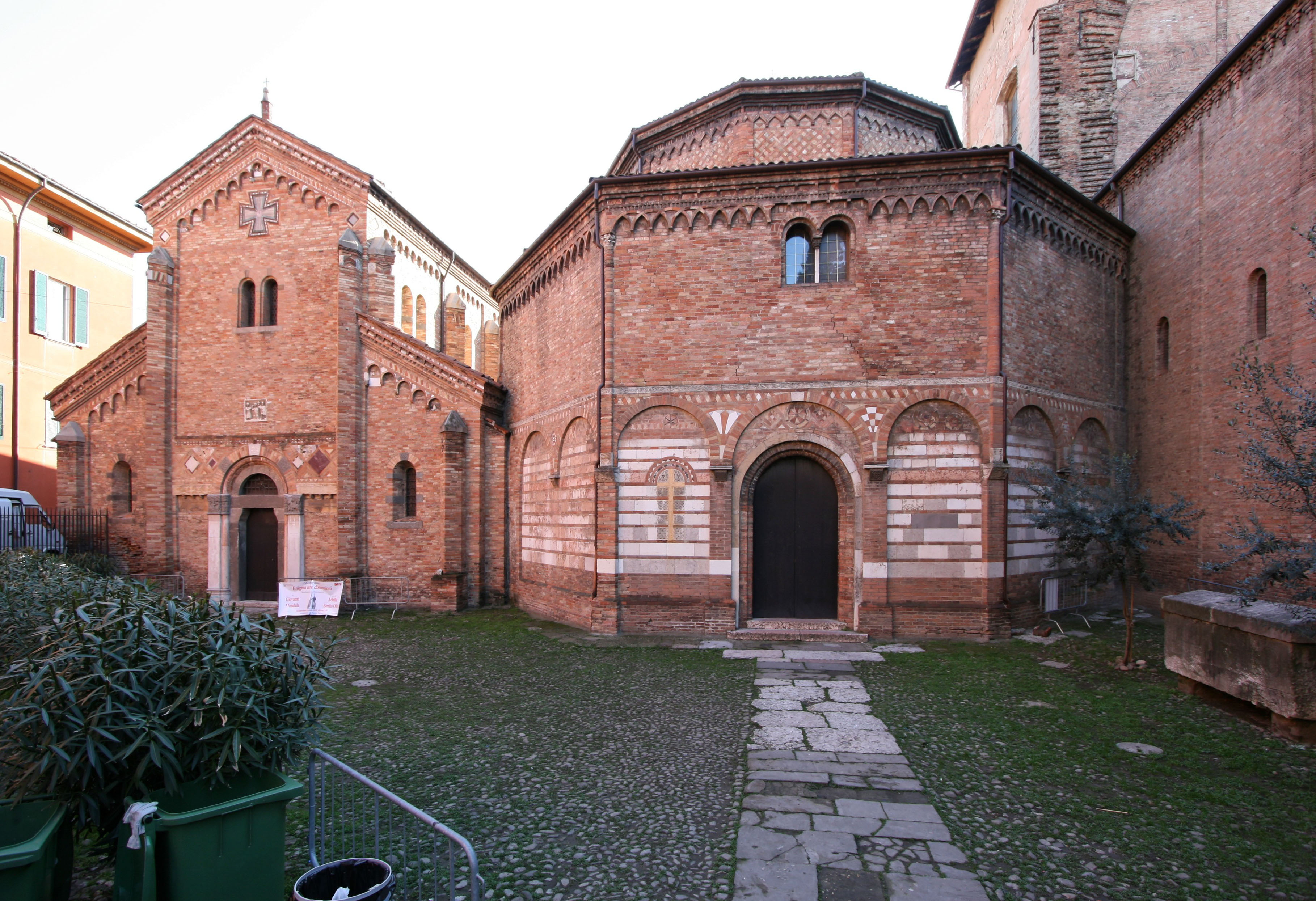
Ццеркви святых Виталия и Агриколы и Гроба Господня
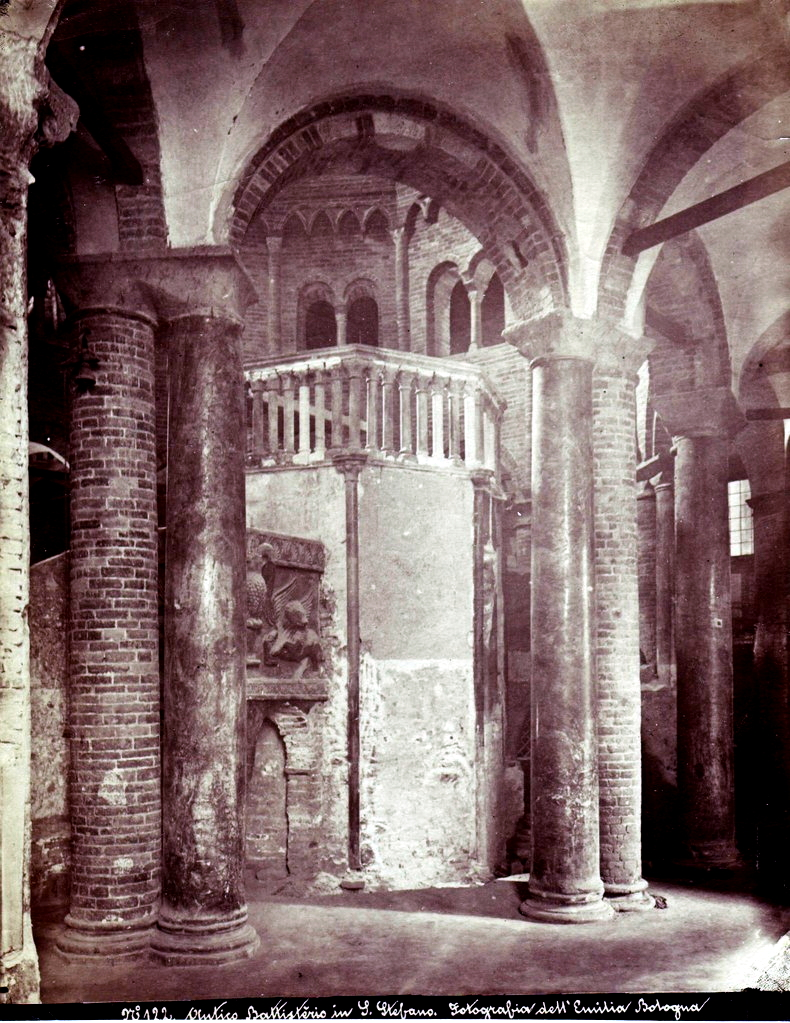
Интерьер Храма Гроба Господня.
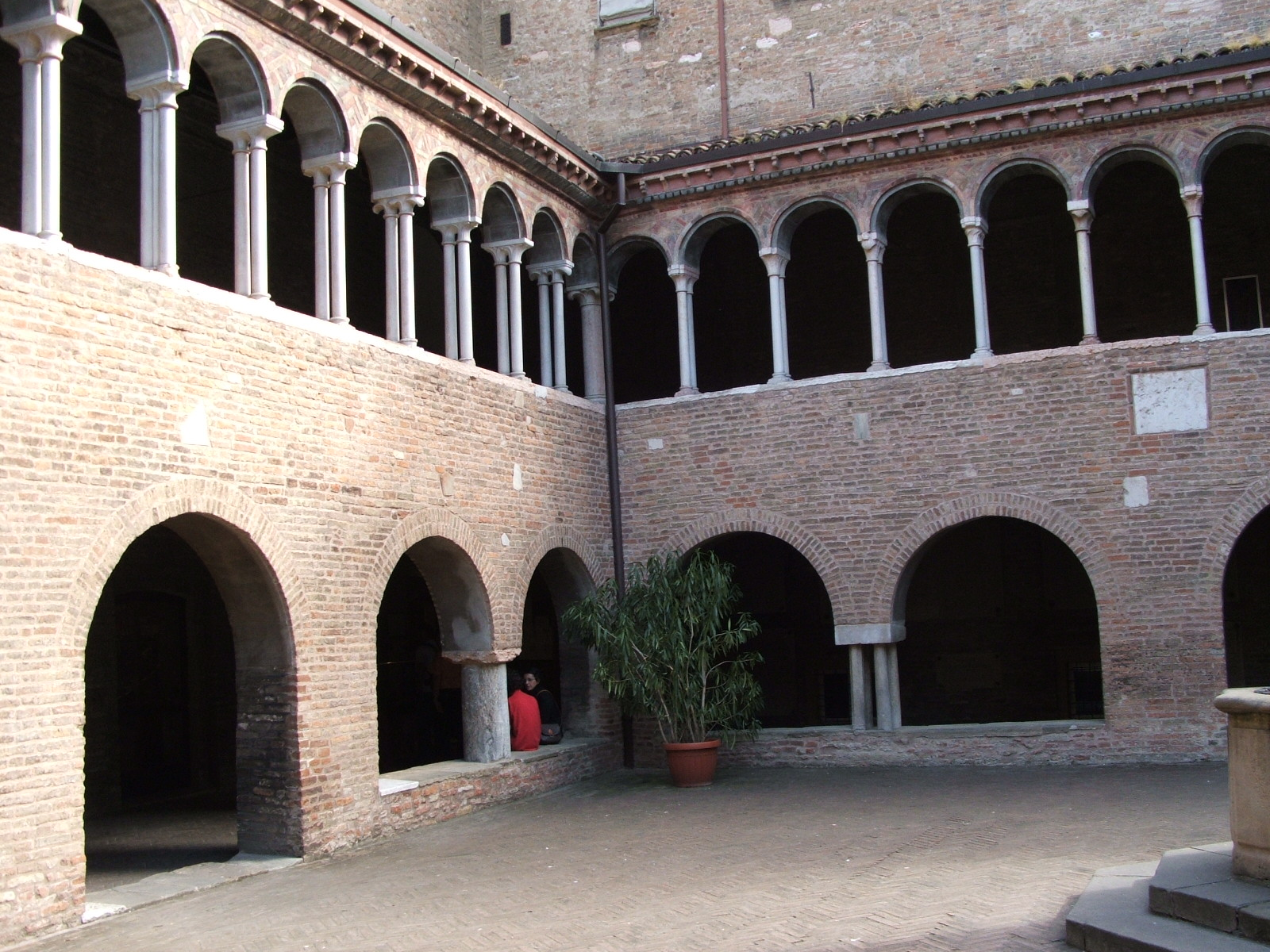
Крытая аркада